# غيلانة
غيلانة (بالفارسية: گیلانه) هي قرية تقع في قسم كلان الريفي (مقاطعة إيوان) في إيران. يقدر عدد سكانها بـ 22 نسمة بحسب إحصاء 2016.